# Itt a gyémánt, hol a gyémánt?
Az Itt a gyémánt, hol a gyémánt? (eredeti cím: Taxi, Roulotte et Corrida)  1958-ban bemutatott francia fekete-fehér filmvígjáték André Hunebelle rendezésében. Főszereplője Louis de Funès.
A filmet a maga idejében Magyarországon nem mutatták be. Első televíziós adásának időpontja 2005. október 14. A film magyar szinkronos DVD-lemezen is megjelent.

## Cselekmény
|  | Alább a cselekmény részletei következnek! |

1950-es évek, Párizs, Franciaország, majd nagyrészt Spanyolország
Maurice, a bőbeszédű párizsi taxis életében először utazik külföldre, egy családi nyaralásra. Utolsó munkanapján utolsó utasának elmeséli, hogy azelőtt repülőgép-tervező volt, most autómegszállott, és háború előttről megmaradt, látszólag ócska batárja dupla porlasztóval, turbófeltöltővel, menetstabilizátorral is fel van szerelve, könnyedén lehagy bármilyen modernebb autót.
A nyaralásra felesége és fia mellett velük utazik sógora, és annak családja is. Maurice kocsija mögé kötik a sógor lakókocsiját, majd hatan elindulnak a spanyolországi Sevillába. Az igen szigorú spanyol vámvizsgálat miatt azzal vannak elfoglalva, hogy a tilalom ellenére hogyan csempésszék át a határon Maurice és sógora zoknikba eldugott pipadohányát.
Maurice kissé dadogós fia a határon összeismerkedik egy Myriam nevű, nyitott Cadillac kocsival utazó, feltűnően csinos szőke nővel, aki egy a napokban Párizsból ellopott, hatalmas, 100 millió frank értékű gyémántot akar átcsempészni a határon. Miután Myriam elmondja, Granadába készül, a fiú rábeszéli apját, ők is menjenek inkább oda Sevilla helyett.
A vámvizsgálat során minden autóból ki kell vinni az összes bőröndöt a vámhivatalba, ahol egyenként átnézik azokat. Myriam, kihasználva a fiú, majd Maurice segítőkészségét, velük viteti bőröndjét a vámra. A feltűnő megjelenésű és feltűnő amerikai autóban utazó Myriam gyanús lesz, de mielőtt személyes motozásnak vetnék alá, a gyémántot észrevétlenül a sorban közvetlenül mellette álló Maurice zakójának zsebébe csúsztatja, így semmit sem találnak nála. Visszaszerezni már nem tudja, viszont Maurice a szeme láttára teszi be a zakót az egyik bőröndjébe, majd a bőröndöt a lakókocsiba. Myriam követné őket kocsijával, de a vámosok az autóját is szétszedik, ezért szem elől téveszti őket. A gyémántot viszont valahogy vissza kell szereznie, különben meggyűlik a baja saját bandatársaival.
A szélhámosnő mindent megpróbál, hogy visszaszerezze a gyémántot. Úti céljukat, így a várható útvonalukat ismeri, így másnap összetalálkozik velük az országúton. Myriam először a bőröndöt próbálja megszerezni, amibe Maurice a zakóját tette. Úgy tesz, mintha lerobbant volna a kocsija, amit Maurice nagy örömmel megjavít. Az előző városban már beszerzett egy pontosan olyan bőröndöt, mint amiben a zakó van. Megkéri őket, hogy a „szerelés” során bepiszkolódott ruhája miatt átöltözhessen a lakókocsiban, eközben kicseréli a két bőröndöt.
Granadában leszállítja a bőröndöt a banda székhelyére, a La Corrida mulatóba. Fred, a bandavezér már megbocsájtana neki, ám a zakó nincs a megszerzett bőröndben, mert azt Maurice korábban kivette. Fred feltevése szerint Maurice nem vehette észre a gyémántot, mert akkor már rég eltűnt volna vele, tehát még ott kell lennie a zakó zsebében. Már országos keresést akar indítani, mikor a Granadába érkező Maurice beállít a mulatóba, mert ő is észrevette a cserét. Visszacserélik a bőröndöket, de a banda a gyémántot most sem tudja visszaszerezni. Hogy ne kerüljenek gyanúba, egyelőre nem akarnak erőszakot alkalmazni. Jack két turistának álcázott emberét küldi utánuk.
Amikor a társaság megáll az út mentén piknikezni, a zakót egy székre teszik, de előtte kiborítják a zsebeiben lévő dohányport száradni Maurice dohánytartó edényébe (és vele együtt a gyémántot is, amit nem vesznek észre). A tolvajbanda két turistának álcázott embere ekkor  összebarátkozik velük. Arra számítanak, iszogatás közben el tudják lopni a gyémántot, de nem képesek a zakó közelébe férkőzni.
Mivel még mindig azt hiszik, a zakó zsebében van a gyémánt, Fred, a bandafőnök, aki a La Corrida tulajdonosa, meghívja a társaságot mulatójába, így alkalmuk lenne átkutatni a lakókocsit és megtalálni a zakót, illetve zsebében a gyémántot. Azonban a terv módosul, mert Maurice a zakóban érkezik (ugyanis nadrágtartót visel, és azt nem akarja mutogatni). Először „véletlenül” leöntik itallal, de még ezzel sem tudják elérni, hogy Maurice levegye. Fred megpróbálja egy erre a célra kikevertetett méregerős itallal leitatni, de Maurice-nak meg sem kottyan, sőt, kissé gyengének nevezi. Később Myriam és társai tánc közben próbálják meg kilopni a zsebéből a gyémántot, de ez sem sikerül. Maurice-nak még flamenco-táncba is be kell kapcsolódnia, de meglepő módon az is megy neki, mert kiderül, egykor táncbajnok is volt.
A zakó megszerzése végett a főnök ráküldi legnagyobb emberét, hogy egy látszólagos sérelem megtorlására „vetkőzz, ha férfi vagy” felkiáltással verekedni hívja. Maurice elfogadja a kihívást és leveszi a zakóját. A verekedés során kiderül, kiváló harcművész is, a nagydarab kihívót pillanatok alatt földre küldi. Ekkor már nyílt harc kezdődik a zakó megszerzéséért. Egy amerikai futballra hasonló humoros tömegverekedés tör ki, de hamarosan az egész bűnbanda a padlón hever, ők meg a „jó kis este” után elégedetten aludni mennek.
Másnap reggel Myriam cselből úszni hívja Maurice fiát, ekkor a tolvajbanda leüti és elrabolja. Fred az életéért cserébe a gyémántot követeli, vagy Maurice leszállítja a gyémántot a mulatóba, vagy fiát megölik, ezután elhajtanak. Maurice most hall először a gyémántról, azt sem tudja, miről van szó, de  azonnal a nyomukba ered szuperturbósított autójával (és a lakókocsival, amiben a sógora családja alszik). Már majdnem utol is éri a Cadillacet, azonban egy emelkedőn a nehéz lakókocsi miatt lemaradnak. A gyorshajtás és szabálytalan vezetés miatt már a spanyol motoros csendőrök is a nyomukban vannak. A gengszterek emiatt kirakják az úttestre a megkötözött fiút és eltűnnek. Maurice centikkel a fiú előtt áll meg az úton. Míg kikötözik, a csendőrök odaérnek, a dohánytartó edény véletlenül eltörik és előbukkan a gyémánt.
Mivel Myriam és a bandája megszökött, a gyémántot náluk találja meg a csendőrség, ők kerülnek gyanúba. Az egész társaságot 6 hónapra börtönbe zárják, míg sikerül tisztázniuk magukat. A hosszúra nyúlt nyaralás után Maurice újból Párizs utcáin szállítja az utasokat. Egy férfi és egy nő ülnek taxijában, akiknek a nyári kalandjait meséli. A két utas Fred és Myriam, mindkettőn napszemüveg van. Amikor egy fékezéskor a napszemüveg leesik róluk, Maurice megismeri őket. Ekkor sietve kiszállnak az autóból, Maurice meg azt hiszi, csak képzelődik, vagy álmodik.
|  | Itt a vége a cselekmény részletezésének! |

## Szereplők
| Szereplő        | Színész                             | Magyar hang       | Leírás                                                |
| --------------- | ----------------------------------- | ----------------- | ----------------------------------------------------- |
| Maurice Berger  | Louis de Funès                      | Balázs Péter      | szabadságon lévő taxisofőr                            |
| Léon Berger     | Raymond Bussières                   | Forgács Gábor     | Maurice sógora, Mathilde férje                        |
| Mathilde Berger | Annette Poivre                      | Andresz Kati      | Léon felesége, Maurice húga                           |
| Germaine Berger | Paulette Dubost                     | Zsurzs Kati       | Maurice felesége, Mathilde sógornője                  |
| Jacques Berger  | Guy Bertil                          | Előd Botond       | Léon és Mathilde fia, Maurice és Germaine unokaöccse  |
| Nicole          | Sophie Sel                          | Roatis Andrea     | Léon és Mathilde lánya, Maurice és Germaine unokahúga |
| Myriam          | Véra Valmont                        | Orosz Anna        | szőke szélhámos-nő                                    |
| Fred            | Max Révol                           | Pálfai Péter      | a bandavezér                                          |
| Pedro           | Jacques Dynam                       | Kapácsy Miklós    | az első gengszter                                     |
| Gonzalès        | Albert Pilette                      | Varga Rókus       | a második gengszter                                   |
| Carlos          | Jacques Bertrand                    | Albert Péter      | Fred egyik embere                                     |
| Casimir         | Louis Bugette                       | ?                 | Maurice egyik szomszédja                              |
| Casimir asszony | Valérie Vivin                       | ?                 | Maurice szomszédnője                                  |
| Csapos          | Roger Desmare                       | ?                 | –                                                     |
| Utas a taxiban  | Jacques Dufilho                     | ?                 | a történet elején                                     |
| Mixer           | Roger Demart                        | ?                 | a lórúgás kikeverője                                  |
| Bárpincér       | Mario Pilar                         | ?                 | bárpincér, szolgálja fel a „lórúgást”                 |
| Hangosbemondó   | Maurice Gardett                     | ?                 | a mulató műsorvezetője                                |
| Vámos nő        | Luce Fabiole                        | ?                 | a motozást végző vámos hölgy                          |
| Bőröndárus      | Bernard Musson                      | ?                 | –                                                     |
| Spanyol vámos   | Marc Eyraud                         | ?                 | –                                                     |
| Spanyol vámos   | Michel Galabru                      | ?                 | –                                                     |
| Együttesek      | Trio Cervantes de la Puerta del Sol | (eredeti nyelven) | a „la puerta del sol”, fellépők a mulatóban           |
| Idős nő         | –                                   | Várnagy Kati      | utazni szándékozó idős nő                             |

## Érdekességek
- Maurice kocsija egy 1930-as években gyártott Renault Primaquatre.
- Louis de Funés a szokásos karakterétől eltérően a filmben bajuszt visel.
- Az 1950-es évek végén a tömegturizmus még ismeretlen fogalom volt Európában, a javakorabeli Maurice meg is jegyzi a film elején, életében először megy külföldre.
- A cselekmény idejében még rengeteg régi autó járt, a modern európai autók kora ekkoriban kezdődött. Tíz évvel később a párizsi taxik java része már nem öreg batár, hanem Citroën DS volt.
- A határokon a filmben látható szigorúságú vámvizsgálat is előfordult.
- A dohánytermékek gyakorta estek vámtilalom alá, még évtizedekkel később is.
- A kisszámú turista miatt a népszerű üdülőhelyeket leszámítva elfogadott volt a filmben látható vadkempingezés.
- Myriam, a szőke szélhámos-nő kocsija egy 1950-es Cadillac Series 62 Convertible

## Forgatási helyszínek
- Callejón de las Tomasas, Granada, Andalúzia, Spanyolország (a La Corrida mulató külső felvételei)
- Carrera del Darro, Granada, Andalúzia, Spanyolország
- Córdoba, Córdoba, Andalúzia, Spanyolország
- Alhambra palota, Granada, Andalúzia, Spanyolország
- Párizs, Franciaország